# Лікування (фільм)
«Лікування» (англ. The Cure; інша назва — The Water Cure) — американський короткометражний художній фільм, класична кінокомедія Чарлі Чапліна. Випущена 16 квітня 1917.

## Сюжет
Цього разу привід для сміху у Чапліна — поширена людська слабкість — любов до алкоголю. У цьому фільмі герой фільму — не бродяжка, а багатий алкоголік, який приїхав на курорт мінеральних вод. Але цілющі води — не для нього, він притягнув з собою величезний міх зі спиртним, якого покуштували, несподівано для себе, всі відпочивальники.

## У ролях
- Чарлі Чаплін — курортник
- Една Первіенс — дівчина
- Ерік Кемпбелл — курортник з хворою ногою
- Генрі Бергман — масажист
- Джон Ренд — банщик / портьє
- Джеймс Келлі — бородатий посильний
- Френк Коулмен — глава санаторію
- Альберт Остін — служитель

## Цікаві факти
- Образ п'яного дозвільного нероби — один з найвідоміших сценічних образів Чапліна в епоху його роботи в театральній антрепризі Фреда Карно.
- Фільм вийшов на екрани в США 16 квітня 1917 року — в день народження Чапліна.
- Постановка теми випивки в центр сюжету фільму була своєрідною «фрондою» Чапліна — якраз в цей час Сенат США обговорював введення «Сухого закону». Чаплін вважав цей закон дурістю і вельми прозоро натякнув у фільмі на те, що охочі все одно знайдуть спосіб випити — не відкрито, так таємно.
- У російськомовній літературі з історії кінематографа фільм згадується також під назвами «Зцілення», «Цілюще джерело» і «Водолікування».